# Esclavitud en Ecuador

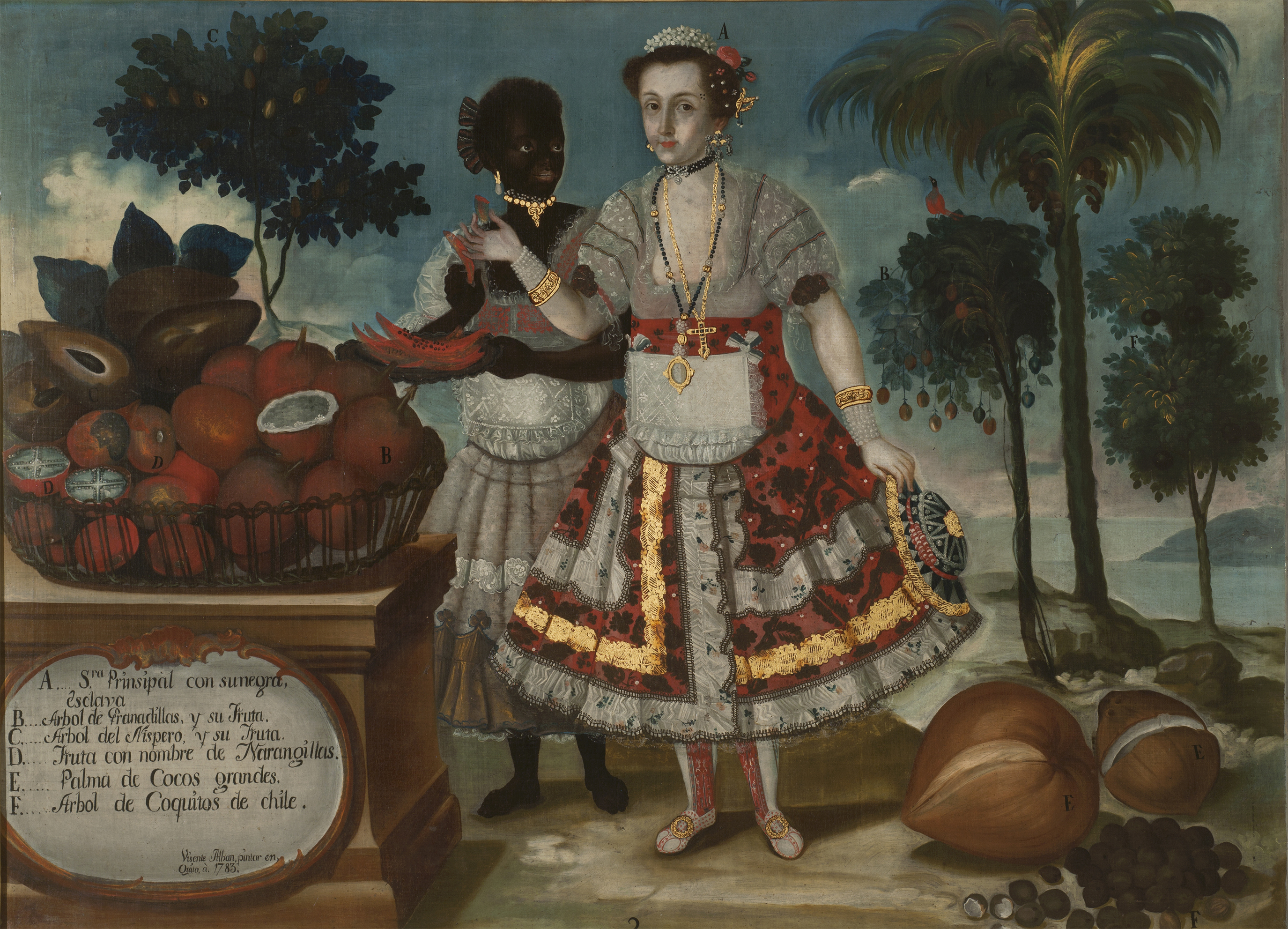
Retrato de una señora principal con su negra esclava por el pintor quiteño Vicente Albán

La esclavitud en el Ecuador es la historia de cómo los primeros esclavos llegaron al territorio que corresponde en la actualidad a Ecuador. Se describe el contexto jurídico e histórico, así como las formas en las que los esclavos muchas veces compraban su libertad en la época colonial. Termina el artículo con una descripción del proceso de manumisión general durante el siglo XIX y la situación después de este hecho.

## La invasión Inca y la esclavitud

### La esclavitud dentro del imperio incaico
Dentro de las clases sociales en el Tahuantinsuyo que se basaba en la distinción grande entre élites y el pueblo, en el segundo de estos grupos se encontraban los esclavos, a los que eran referidos como piñas o pinas. Eran prisioneros de guerra, por lo que la esclavitud estuvo en función de la expansión incaica durante los reinos de los últimos Incas, Tupac Yupanqui y especialmente Huayna Capac. Durante las guerras en los andes septentrionales los Incas conquistaron algunos señoríos étnicos del territorio que actualmente conforma el Ecuador, los Yumbos, los Paltas, los Cañaris y los Quitus. Normalmente los esclavos eran destinados a trabajar en las plantaciones de coca, también llamados cocales. A diferencia de la esclavitud privada en donde un amo era dueño del esclavo, los piñas eran esclavos del Estado Incaico, es decir el sapainca era su amo. Los esclavos durante esta época no eran sujetos a compra o venta, al igual que en las otras dimensiones del incario, por lo que el comercio tampoco estaba desarrollado en este sentido. La vida de los pinas o pinacunas en los cultivos estaba rodeado de aguas contaminadas, clima caluroso y húmedo, y eran suceptibles de padecer "uta" en sus caras. Existieron casos de familias y ayllus que fueron sometidos a esclavitud por completo. Las dos principales causas eran guerras o por sucesión familiar. Además, tenían prohibido viaja o usar armas. No podían tener propiedad privada ni colectiva y vivían en chozas. Para ser reconocidos eran marcados con las insignias correspondientes.

### La esclavitud de los cañaris y la traición en la conquista

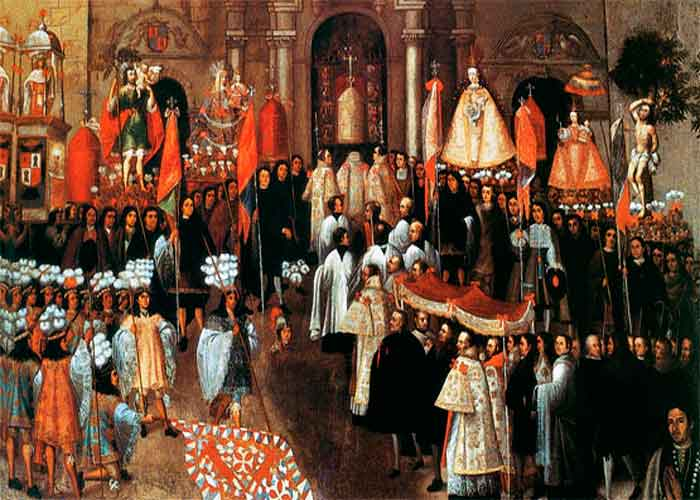
Nobles Cañaris en la esquina inferior izquierda durante el Corpus Christi en el Cuzco, por su alianza contra los Incas.

Dentro de las campañas de expansión de Tupac Yupanqui y Huayna Capac, los incas lograron primeramente tomar control de los territorios ubicados al sur de Ecuador, cerca de Cuenca y Loja donde vivían los Cañaris y las tribus Paltas. Los Cañaris, intentaron evitar una guerra contra los Incas por lo que buscaron llegar a un pacto ofreciendo su rendición, sin embargo luego serían esclavizados por los Incas como sucedía con los prisioneros de guerra. Esto fue rechazado por los Cañaris puesto que la esclavitud no era una práctica común en ese señorío. Fue tan mal recibida que se convirtió en uno de los causantes de que al momento de la conquista este pueblo se alíe con los españoles y colabore con Sebastián de Belalcázar. Al respecto, Mariela Insúa en su estudio recoge la siguiente cita del Inca Garcilaso de la Vega donde narra los comentarios de un inca y su relación con sus antiguos esclavos, los cañaris, ahora que ambos estaban bajo el imperio español:
¿No sabes que tú y todo tu linaje (cañaris) que eran nuestros esclavos, y que no hubiste esa victoria por tus fuerzas y valentía, sino por la que he dicho (la conquista)? Y si lo quieres experimentar ahora, que todos somos cristianos, vuélvete a poner en esa plaza con tus armas y te enviaremos un criado, el menor de los nuestros, y te hará pedazos a ti y a todos los tuyos. […] ¿No sabes que dejamos de hacer guerra a los españoles y desamparamos el cerco, y nuestro príncipe se desterró voluntariamente y dejó su Imperio a los cristianos, viendo tantas y tan grandes maravillas como el Pachacámac hizo en favor y amparo dellos? […] Señor, hágase justicia como se debe hacer para que no seamos baldonados de los que fueron nuestros esclavos.

## La esclavitud durante la Real Audiencia

### Contexto histórico y jurídico

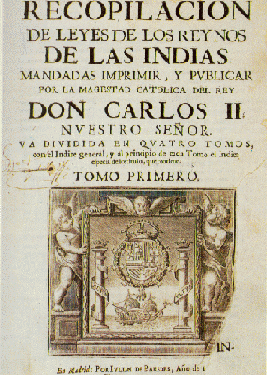
El primer libro de la Cédula Real sobre la Recopilación de las Leyes de Indias.

La esclavitud en América Latina durante la colonia se llevó a cabo de manera diferente a la que ocurrió en Estados Unidos y Brasil. Esto se debe principalmente a las legislación que estaba contenida principalmente en la Recopilación de las Leyes de Indias, se promulgó para hacer frente a problemas particulares surgidos en las Indias. Esta ley, aunque no siempre se cumplía, si ofrecía ciertas garantías y puertas de manumisión que muchas veces fue aprovechada por esclavos y diferenció el desarrollo de la esclavitud en esta parte del continente. Se suele describir tanto a la legislación como su puesta en práctica como "actitudes paternalistas" tanto de la iglesia como el gobierno. La iglesia católica definía la esclavitud como un "acuerdo contractual" a través del cual una persona esclava ponía su tiempo a disposición de su amo, al igual que el resultado de su trabajo. Sin embargo, no abandonaba su humanidad y los derechos que con ella venían como: el derecho a la vida, derecho a la integridad física y a la reputación. Esto hacía que un amo no pueda impedir que su esclavo se case. En caso de la violación de estos derechos, el amo debía como consecuencia restituir al esclavo. No solo la legislación garantizaba mayores derechos, la teología católica también afirmaba que el alma de los afrodescendientes era igual de importante como la de un indígena, mestizo o blanco.
Se puede resumir la legislación en la castellana o peninsular y la americana. La primera fue codificada en lo que se conoce como las Siete Partidas y estaba mezclada por partes garantistas y otras represivas. Poco a poco sin embargo, existen referencias históricas que hacen creer que la parte represiva fue cayendo en desuso a medida que esta legislación pasó a ser aplicada en América. Este fue el caso de la "inadmisibilidad legal del testimonio de los esclavos", o también la "prohibición de que tengan propiedades". Algo que muchos esclavos fueron aprovechando paulatinamente. Por otro lado los elementos protectores si sobrevivieron ya que consideraban a la esclavitud como un mal necesario, sin embargo no por esto disminuía la naturaleza humana de quien fuera esclavo, y por lo tanto los derechos de ser humano. Si un amo era muy cruel con su esclavo, podía ser castigado, o también los esclavos podían exigir ser vendidos a otro amo que los trate de manera más benevolente. Esto se debe principalmente a que según la legislación la libertad era una de las mayores posesiones del ser humano y por lo tanto era un objetivo al que el esclavo podía aspirar, ya que era también ser humano. De esta manera empezaron a desarrollarse métodos de autocompra y manumisión a lo largo de la colonia.

### El trabajo voluntario como método de manumisión
Tomando en cuenta las leyes castellanas y su traslado a América, cada gobierno de cada municipio debía tener un Protector de los Pobres (procurador), que sería una de las personas más importantes dentro de los casos de manumisión que se llevaron a cabo. Su rol era la de tutor y consejero legal de los esclavos, así como también para otras personas desfavorecidas cuya pobreza o analfabetismo les dejaba desprotegidos legalmente. A través de esta oficina legal de asesoramiento muchos esclavos que querían comprar su libertad, cambiar de amo o reclamar por crueldad podían asesorarse. Por esta razón muchos esclavos se dieron cuenta de que podían a través de métodos legales aliviar sus cargas, bajar su precio si mostraban enfermedad, o autocomprarse si lograban conseguir los recursos suficientes. La dimensión jurídica se complementaba con la religiosa puesto que por el catolicismo existían varios días festivos en los que los esclavos estaban prohibidos de trabajar obligatoriamente. Esto no les prohibía sin embargo trabajar por su cuenta, y el usufructo de aquella actividad se convertía en propiedad. Muchas veces los esclavos como no estaban prohibidos tener propiedad aprovechaban esto para cultivar sus huertos. En Colombia y Ecuador, en esa época el Virreinato de Nueva Granada se acostumbraba dar a los esclavos un total de noventa días por año, incluyendo los domingos. En las partes mineras de Barbacoa muchos esclavos trabajaban por su cuenta y las ganancias las usaban para su posterior manumisión. Esto se hizo frecuente llegando al punto que los dueños de las minas temían que toda la mano de obra quedara libre por lo que empezaron a exigir en la Audiencia que se pruebe que el dinero de los esclavos estaba bien habido. Las esclavas por su parte también podían a través de la comida vender a sus conocidos y hacer dinero. Era normal que los esclavos producían frutas, verduras, pollos, y cerdos. El pago por su libertad era paulatino. Frecuentemente regalaban cerdos, vacas, caballos o una cosecha de maíz cada año hasta que habían pagado finalmente su libertad. Los amos por su parte buscaban que esto sea adquirido de forma honesta y que los esclavos no hayan robado los productos de la hacienda.

### Las evaluaciones médicas antes de la manumisión
Aquellos esclavos que entendían como funcionaba el sistema podían usarlo a su favor para lograr su libertad a partir de razones médicas o de salud. En caso de que un amo no era atendido de manera correcta por su amo podía optar por varias medidas legales que disminuyan su precio para comprar su libertad. Si el amo negaba el precio podía el esclavo apelar y obligar a vender a un precio considerado justo. Si el esclavo no podía comprar su libertad, ni siquiera a un precio justo, tenía la opción de solicitar el cambio de amo, con el objetivo de encontrar alguien que le diera los cuidados adecuados para su salud. Estos métodos además de ser jurídicamente posibles existe jurisprudencia de la frecuencia de su uso tanto en Colombia como en Ecuador. Además, un esclavo sabía que si estaba enfermo, su precio disminuía lo que facilitaba la compra de su libertad. Para la determinación de su salud debía ser evaluado por distintas autoridades médicas y civiles. Existe el caso registrado jurídicamente de una esclava que pidió al tribunal ser evaluada médicamente y tasada, con el fin de obligar a su amo a que acepte lo que sería el precio justo. Se evaluó la situación y se llegó a la conclusión de que su libertad costaba treinta castellanos, es decir sesenta pesos, lo que le permitió comprar su libertad.

### El precio de la libertad
A continuación se presenta una tabla que muestra el precio en pesos para la liberación de cada esclavo por género, raza y edad, según los datos recopilados para la ciudad de Cuenca en la segunda mitad del siglo XVIII:
| Esclavo       | 10 a 18 años | 19 a 30 años | 31 a 40 años | más de 40 años |
| Hombre negro  | 300          | 400          | 300          | 200            |
| Hombre mulato | 150          | 300          | 250          | -              |
| Mujer negra   | 400          | 400          | 400          | -              |
| Mujer mulata  | 300          | 300          | 300          | -              |

### La región de las esmeraldas

Principales regiones de procedencia de esclavos en África, entre los siglos y.

La población afrodescendiente llegaría a esta región después de la conquista en 1526. En ese año se llevaría a cabo la pacificación y reducción de la provincia, para lo cual se realizaron incursiones tanto de los conquistadores como de los misioneros. Por otro lado, en el año 1553 encallaría un barco que se encontraba en la ruta comercial Panamá-Callao. En él se encontraban algunos negros cimarrones que se establecieron en esa región a partir de la resistencia que presentaron bajo el líder Alonso de Illescas lo que obligaría a celebrar un acuerdo oficial con la corona. De esta manera se les perdonó su condición de fugitivos y además se les concedió el estatus de libres, legitimando una sociedad de negros, zambos e indios que funcionaba al margen de los otros territorios de la Audiencia. A cambio, por su parte los negros ofrecieron obediencia al Rey y también colaboración para fundar pueblos. Además también desarrollaron varias labores como caoneros en los ríos Esmeraldas y Santiago, y también participaron en la construcción de un camino que conecte a Quito con la costa. En caso de éxito Esmeraldas tenía derecho por cobro de bodegaje en puertos y la adjudicación del corregimiento de Ibarra y Otavalo. La esclavitud sin embargo se realizaría en esta región alrededor de los tres reales mineros: Playa de Oro, San José de Cachaví y Guembí. Esto sin embargo no tuvo la importancia de los otros reales mineros de Nueva Granada puesto que lograría su desarrollo recién a finales del siglo XVIII, debido en parte a que la construcción de caminos tomó mucho tiempo por lo que no se pudo articular de manera clara a las minas con las haciendas como si ocurrió durante la segunda etapa de desarrollo minero de Nueva Granada desde 1680 en adelante. En concreto, existen registros de varias familias que empezaron los proyectos mineros casi en el cambio de siglo como fueron los Cortés, Estacio y Landasuri de Barbacoas; y los Arroyo y Valencia de Popayán. El registro de don Andrés Pérez de Arroyo fue obtenido en 1791, y el mismo año se otorgó el primer derecho de minas en el río Tululbí al Superintendente de la Casa de Monedas de Popayán, don Joaquín de Valencia. Un año más tarde, existe el registro del clérigo Mafiano Pérez Valencia, en la cabecera del río Guimbí. Estos mineros formaban parte del mismo clan familiar, vinculados a la casa Valencia, mientras que la no existierion muchos participantes que pertenecían al distrito de la Audiencia de Quito. Si en Ecuador el número de esclavos con relación al total de población era bajo, comparado con otras partes del imperio español, en esta región además, la esclavitud fue muy pequeña comparada con la que se desarrolló en la provincia de Imbabura y Carchi. El dato más reciente es el de la visita a los reales de minas en 1815, cuando se contabilizó alrededor de 400 esclavos de un total de 2.300 habitantes existentes en Esmeraldas.

### Las haciendas en el norte de la Audiencia
Las haciendas estuvieron administradas por la orden jesuita hasta su expulsión en 1767. Se basó en el principio de familia y tierra puesto que para mantener el orden dentro de las plantanciones, principalmente de azúcar, los jesuitas no trasladaban a los esclavos de una hacienda a otra de manera frecuente, y les permitían formar una familia con la cual puedan crear una comunidad. Por esta razón no se incentivaría el mestizaje sino que se llevaría a cabo uniones entre familias esclavas principalmente. Para ello fue importante tener equilibrio entre los sexos por lo que del total de 1164 esclavos registrados durante la expulsión, había un total de 46% mujeres y 54% hombres. En general se consideraba el trabajo masculino más importante que se vinculaba especialmente a la agricultura.
Repartición de esclavos en la haciendas en 1767
| Haciendas   | Esclavos |
| Carpuela    | 110      |
| Chalguayacu | 56       |
| Concepción  | 302      |
| Chamanal    | 123      |
| Caldera     | 96       |
| Santiago    | 101      |
| Tumbabiro   | 112      |
| Cuajara     | 264      |
| Total       | 1164     |

Después de la expulsión de los jesuitas en el año de 1767, las haciendas y sus esclavos pasarían primeramente al Rey de España. A partir de eso serían administradas por el ramo de Temporalidades. Esta transición no fue fácil para los esclavos que estaban acostumbrados a la vida más paternalista que tenían bajo la orden jesuita y querían mantener un trato similar. Al no recibirlo, al ser compradas las haciendas por familias terratenientes de la Audiencia los esclavos empezarán a oponerse a sus nuevos dueños. Por esta razón se llevaron a cabo entre los años 1780 y 1810, algunas sublevaciones y quejas frente al sistema judicial. Los principales cambios se relacionaban con el principio de la familia y la tierra puesto que existieron transiciones, ventas y separaciones de miembros de la familia para intentar estabilizar el nuevo orden.

## La esclavitud en la República

### El comercio de esclavos y las Cortes de Cádiz

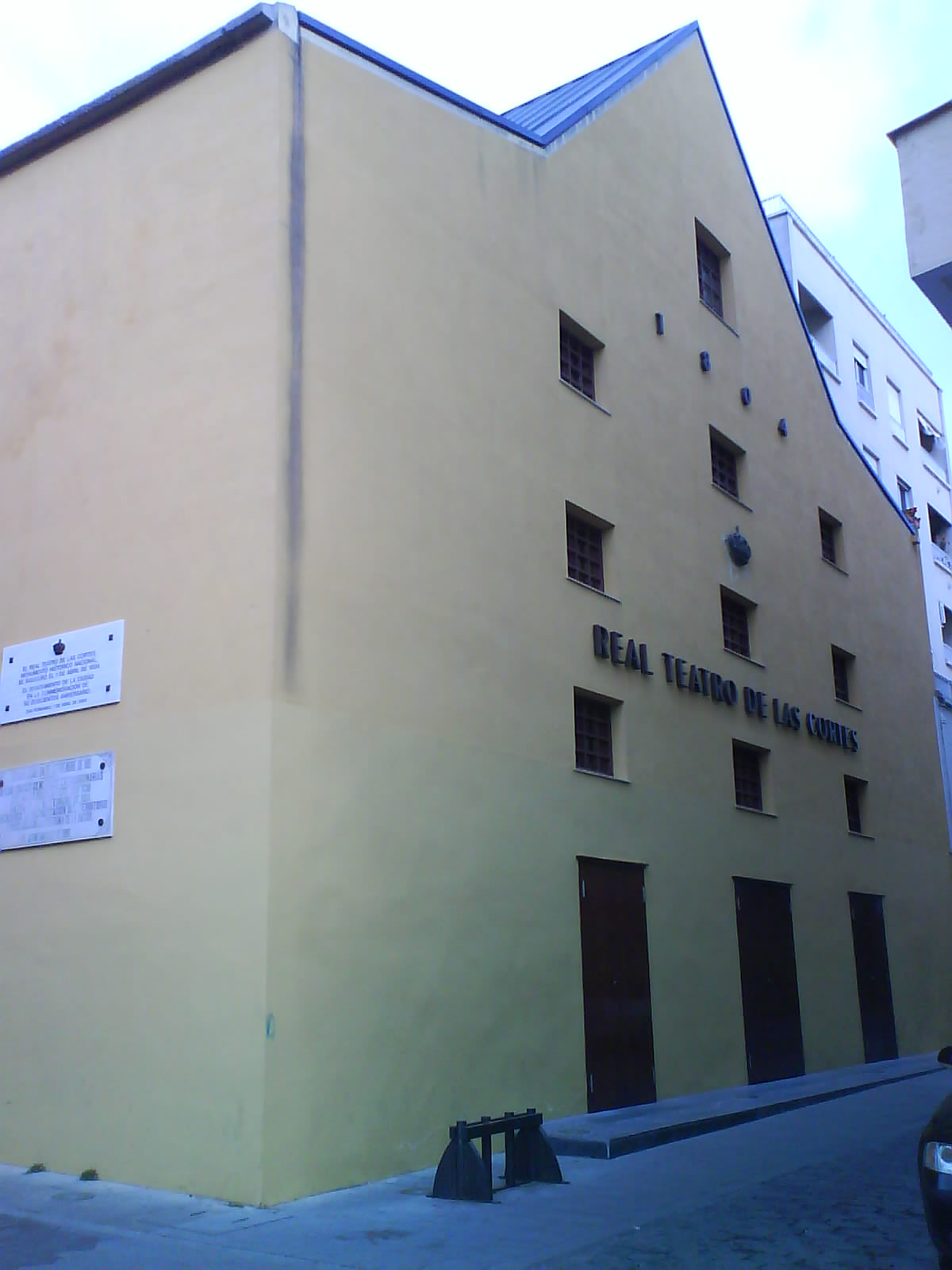
Real Teatro de las Cortes donde se reunieron los diputados que redactaron la Constitución española de 1812.

El diputado por la Real Audiencia de Quito, José Mejía Lequerica buscó convencer de la prohibición del comercio de esclavos durante su participación en las Cortes de Cádiz a través de un discurso que se haría famoso. Lo hizo buscando plantear el problema como una estrategia diplomática para con Gran Bretaña. Es decir apoyar la abolición de la esclavitud que venían impulsando los ingleses desde los inicios del siglo XIX para cumplir con la reciente ley que se había promulgado ahí, prohibiendo el comercio de esclavos. El 2 de abril, defendió la propuesta que había presentado Agustín Argüelles, (que incluía también la abolición de la tortura):
Me opongo absolutamente a semejante determinación. Las proposiciones del señor Alcocer han pasado a esta Comisión, porque encierran un caso distinto cual es de abolir la esclavitud, negocio que requiere mucha meditación, pulso y tino, porque el libertar de una vez una inmensa multitud de esclavos, a más de arruinar a sus dueños, podrá traer desgraciadas consecuencias al Estado; pero impedir la nueva introducción de ellos, es una cosa urgentísima. Yo no haré más apuntar dos· razones. Primera: hay muchas provincias en América cuya existencia es precaria, por los muchos esclavos que con las nuevas introducciones se aumentan a un número indefinido. Segunda: hay una ley en Inglaterra que prohibe el comercio de negros en todos los dominios de S.M. Británica, a quien se le ha encargado por el Parlamento que en todos los Tratados que haga con las demás potencias, las induzca a lo mismo. En virtud de este encargo, acaba. V.M. de ver qué se ha puesto un articulo expreso aboliendo este comercio, en la alianza firmada con Portugal. ¿Aguardaremos a que nuestros aliados nos lo vengan a enseñar y exigir?

### El rol de los esclavos durante la independencia
Los esclavos tuvieron un rol importante en las guerras de independencia hispanoamericana. Sin embargo, es necesario empezar con el contexto de la guerra, ya que Simón Bolívar había en 1813 declarado "guerra a muerte" contra los realistas, incluso si eran esclavos que defendían al Rey. De esta forma logró que muchos de ellos se unan a la causa y empiecen a alzarse en contra de sus amos y las tropas realistas. Durante el inicio de la Gran Colombia Bolívar había solicitado al Congreso que se aprueben normas de manumisión para lograr abolir la institución de manera gradual. Sin embargo tuvo varios inconvenientes puesto que la mayoría de los congresistas era dueño de esclavos. Logró sin embargo aprobar la Ley de Manumisión de 1821 en la que se aseguró la reparación económica. Las condiciones era que los hijos e hijas de esclavos podrían después de trabajar por 21 años recuperar su libertad demostrando que eran capaces de servir socialmente. Si esto no se cumplía, tenían la opción de unirse a las fuerzas armadas. Después de aprobada la ley, Bolívar empezaría su marcha hacia Quito para apoyar en la guerra que había empezado Sucre quien estaba acompañado por varios soldados negros. Terminaría llevándose a cabo la Batalla de Pichincha con lo que el proceso de independencia de Ecuador se consolidaría. La situación para los afroecuatorianos no cambió mucho. El proceso sin embargo quedaría pendiente ya que tomaba demasiado tiempo, Bolívar murió además pocos años después y con la disolución de la Gran Colombia y la creación de nuevos congresos, cada país debía empezar por su parte un proceso propio de manumisión. Cabe señalar, sin embargo, que fue muy frecuente la re-esclavización de militares afrodescendientes.
La población esclava en Imbabura en 1825:
| Parroquia | Esclavos |
| Ibarra    | 391      |
| Tumbabiro | 130      |
| Urcuquí   | 167      |
| Salinas   | 225      |
| Pimampiro | 371      |
| Mira      | 700      |
| Cuajara   | 121      |
| Total     | 2105     |

### Primeras prohibiciones
Con el nacimiento de la República, el 20 de septiembre de 1830 el presidente Flores prohibió la importación de esclavos y declaró libres a los que ingresaron a Ecuador. Sin embargo esta medida tenía excepciones que no eran despreciables puesto que estaban exentos de estas medidas aquellos esclavos que entraban para trabajar en empresas agrícolas y mineras. Años más tarde, después de la revolución de marzo en 1846 se crearía la Ley de Libertad de Vientres con lo que las autoridades ordenaron que los esclavos que pertenecían a Flores y que sean mayores de 18 años sean declarados libres. Además Vicente Ramón Roca decretó que las autoridades del cantón Esmeraldas revisen los requisitos que se debían considerar para que los hijos de las esclavas que hayan cumplido 18 años adquieran su libertad.

### La prohibición del comercio de esclavos
Durante los años 1839 y 1851, Gran Bretaña firmó tratados para prohibir el comercio de esclavos con varios países de Latinoamérica, entre ellos, Argentina, Uruguay, México, Venezuela, Colombia, Chile, Haití, República Dominicana y Ecuador. Con excepción de Haití y República Dominicana, estos acuerdos se basaron en el Acta del Comercio que fue adaptado de acuerdo a un formato general que proponía Gran Bretaña. Esto en concreto obligaba a las repúblicas firmantes a declarar al comercio de esclavos como piratería. Establecieron también el registro recíproco de los buques mercantes por parte de los buques de guerra de cada parte. Además se creaban tribunales mixtos para juzgar a los esclavistas, uno en el África Occidental británica y el otro en la república contratante. Por último se especificaba el equipo de esclavitud que hacía que los buques pudieran ser capturados, esto no hacía distinción alguna entre si el barco llevaba esclavos en ese momento o no. A partir de esto se creaba el debido proceso para las respectivas reclamaciones de la nación perjudicada en caso de detención injusta, de acuerdo al principio de compensación. De esta manera se desincentivó el comercio de esclavos y futuras olas de barcos desde África para las recién creadas repúblicas.
La firma de este tratado entre Ecuador y Gran Bretaña se llevó a cabo durante la década de los cuarenta. El cónsul británico Walter Cope fue el encargado de presentar el borrador y el 24 de mayo de 1840 fue firmado por Ecuador. Se añadió sin embargo un artículo adicional con el fin de proteger un comercio local de esclavos que se llevaba a cabo con poca frecuencia entre el sur de Colombia y el norte de Ecuador. Esto había empezado el 26 de septiembre de 1830 con el gobierno de Flores cuando se pasó una ley que permitía su introducción bajo la estricta regulación del gobierno. Por esta razón en el tratado firmado se buscó la excepción del comercio de esclavos hacia Ecuador desde los distintos puertos sudamericanos del Pacífico. Esto fue rechazado por Gran Bretaña ya que podía significar una forma de violar el tratado, sin embargo Ecuador se mantuvo firme puesto que a partir de las leyes que permitían la manumisión desde la colonia la población de esclavos en esas décadas era a penas 4960 personas, mientras que la población total de ese país era de 1 millón de habitantes. Esto sin embargo solo duraría pocos años puesto que en 1846 se firmaría el tratado sin este artículo adicional, lo que hizo que entre en vigor el 5 de julio de 1847.

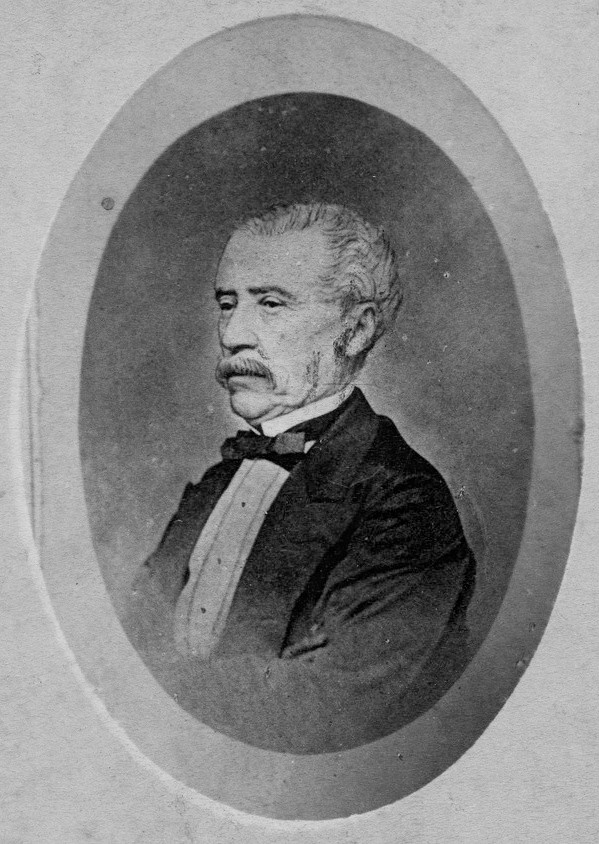
José María Urbina, retrato en su vejez.

### Urbina decreta la manumisión
Siguiendo las ideas ya desarrolladas por José Mejía Lequerica en Cádiz, empezaría a consolidarse el proceso de manumisión de los esclavos a mediados del siglo XIX. Esta sería decretada formalmente el 24 de julio de 1851 por obra de José María Urbina, cuando era Jefe Supremo, antes de ser presidente. Cuando Urbina decretó la medida, se implementaría un sistema de indemnización a los amos, (ya que fue una manumisión, no la abolición de la esclavitud). Para ello se debió destinar una parte importante del presupuesto del Estado durante los años 1851 y 1852. Esta medida sería ratificada por la Asamblea Nacional Constituyente el día 18 de septiembre de 1852, más de un año después del decreto como Jefe Supremo. La Asamblea Constituyente debatió fuertemente entre la abolición inmediata y la abolición escalonada (a plazos). Con su confirmación quedaba legitimada la medida y empezaría el proceso de manumisión. Los representantes de la región Costa defendían la abolición inmediata, pues su sistema de producción agrícola necesitaba más trabajadores, los cuales llegarían una vez liberados de su esclavitud en la región Sierra. Como contexto los principales mercados esclavistas estuvieron en Santo Domingo, Cartagena de Indias y Panamá desde donde se suplía la demanda de mano de obra esclava en el territorio actual de Ecuador. Empezaron en distintas zonas de la Costa participando en labores de cultivo de cacao, café, tabaco y algodón. En Guayaquil trabajaban en la industria de los astilleros. Por su parte, en la Sierra, la demanda se destinaba a satisfacer necesidades de servicio doméstico y en menor medida como artesanos. Cabe recalcar que no todos los negros que llegaban a Ecuador eran esclavos, es más, la gran mayoría no lo era según el primer censo de 1779, debido a las diversas medidas de manumisión que permitía la ley de indias durante la colonia. Al respecto, el presidente Urbina se expresaría en los siguientes términos:
Abolida la degradante esclavitud que reduce al hombre a la vil condición de mercancía, cuenta la República con una multitud de ecuatorianos capaces de contribuir a su adelantamiento con el trabajo libre, que es el más productivo, con el ejercicio de sus dotes intelectuales y con la posibilidad de colocarse en el rango de ciudadanos. Al devolver a tantos seres los derechos que les habrá concedido la naturaleza, ha ganado la República, y ha hecho por su parte una inapreciable conquista en los fueros de la humanidad.

### La Amazonía, el regionalismo y la manumisión
En concreto al momento del decreto de la manumisión durante el gobierno de Urbina, en el año 1851, había 2.484 esclavos. A pesar de que no existe un censo durante ese año, la población después de la independencia era cerca de medio millón de personas. En total su libertad tardó diez años en consolidarse debido al pago de compensación a sus dueños. Esta no sería la única medida que tomaría el presidente Urbina puesto que también expulsaría dentro de su gobierno a la orden jesuita, que en ese momento se encontraba desplegando las misiones de evangelización en la Amazonía. La lógica de ambas medidas era complementaría y respondía a la pugna entre sierra y costa que caracterizó a Ecuador durante el siglo XIX. La sierra tradicionalmente se volcó hacia las misiones en la Amazonía y tenía como objetivo reclamar los territorios que habían formado parte de las misiones jesuíticas de Maynas, por su parte la costa buscaba más mano de obra en sus haciendas para la exportación de productos en el mercado internacional. Ambos objetivos no eran compatibles, por lo que los gobiernos liberales al hacer estas medidas buscaban atraer más población hacia su región costeña para fortalecerla económica y políticamente, sin embargo esto debilitaba los planes de los conservadores de Ecuador para consolidar sus pretensiones territoriales en la Amazonía. Los jesuitas serían restablecidos con el gobierno conservador de García Moreno y las misiones cobrarían fuerza nuevamente con el gobierno también conservador de Flores Jijón, hijo de Juan José Flores. Esto sin embargo probó ser demasiado tarde ya que Perú había poblado los territorios amazónicos y se impuso internacionalmente ante Ecuador en el siglo XX con el Protocolo de Río de Janeiro. Al final de esa década, después del decreto y el proceso de manumisión jurídica, Francisco Robles fue derrocado y empezaría una etapa de inestabilidad en ese país. que provocaría la guerra civil de Ecuador.

## Después de la manumisión

### El trabajo asalariado en la hacienda
En la década de 1860, cuando se abolió la esclavitud en Ecuador, los antiguos amos de los negros en los distritos azucareros que se concentraban en la sierra norte empezaron a emplearlos para trabajar a cambio de un salario. Sin embargo, sus ingresos fueron bajos por lo que empezaron a endeudarse, de manera que sus servicios fueron asegurados de esta manera, manteniendo el sistema de hacienda que perduró en la región de Chota-Mira. Esto existiría hasta la reforma agraria que se llevaría a cabo en los años sesenta y setenta. El trabajo alrededor de estas haciendas se basaba en una serie de obligaciones personalizadas por parte de los cultivadores rurales para con los hacendados. Esto incluía entre otras cosas el número de días que el padre de familia (y el resto de la familia) tenía que trabajar en el campo. Aunque también incluía el trabajo como sirvientes domésticos en la casa de la hacienda y en la ciudad. Los jornaleros tenían acceso a una pequeña parcela de tierra y unos ingresos escasos. Parte de su salario se pagaba en forma de regalos y préstamos que se concedían como favores personales del hacendado.

### Los afroecuatorianos y los indigenistas
A partir de la independencia, los indígenas tuvieron que pagar un impuesto especial llamado "tributo indígena" al Estado hasta 1857 que fue eliminado por el gobierno de Robles. Como parte logística de la recaudación de este impuesto se debía identificar a las personas indígenas del resto de la población. Con la manumisión de 1852, los afroecuatorianos lograron su libertad sin embargo a diferencia de los indígenas no fueron "contados" formalmente hasta el censo de 2001. De esta manera los antiguos esclavos fueron excluidos de la ciudadanía con criterios de alfabetización e independencia económica. Desde principios del siglo XX, antropólogos, sociólogos y escritores estudiaron a los indígenas como un grupo con una cultura e instituciones diferenciadas, como la comunidad indígena. Se aplicaron políticas indigenistas para rescatar el "glorioso pasado de las civilizaciones indias", e intelectuales indigenistas ocuparon importantes y prestigiosos cargos gubernamentales como fueron Pío Jaramillo Alvarado o Benjamín Carrión. Este glorioso pasado incluía el rescate de la herencia de los incas que, aunque solamente ocuparon un par de décadas la ciudad de Quito después de una guerra que duró aproximadamente 15 años contra los Quitus, se reivindicaba a la ciudad de Quito como "la segunda capital del Tahuantinsuyo". Las políticas estatales que históricamente señalaron y etiquetaron a los indígenas como un grupo étnico distinto y como parte de la narrativa nacional, y que hicieron invisibles a los negros, ayudan a explicar por qué florecieron identidades y organizaciones indígenas fuertes, mientras que los afrodescendientes tuvieron más dificultades para crear organizaciones etnorraciales. Años más tarde, la Constitución de 1998 confirió a los afroecuatorianos la condición de pueblo. Es decir, se llevó a cabo el reconocimiento de sus derechos culturales y colectivos. Esto a su vez se ratificó en el Censo de 2001 cuando se formuló por primera vez preguntas de autoidentificación centradas en la raza: "¿Cómo se considera usted? Indígena, Negro, Mulato, Blanco u otro' .  En total, el 77% se autoidentificó como mestizo, el 10% como blanco, el 6,83% como indígena, el 2,23 como negro y el 2,74 como mulato.